# Reuthe
Reuthe est une commune autrichienne du district de Brégence dans le Vorarlberg.